# Lijst van nummer 1-albums in de Vlaamse Ultratop 200 Albums in 2022
Onderstaande albums stonden in 2022 op nummer 1 in de Vlaamse Ultratop 200 Albums. De lijst wordt samengesteld door Ultratop. Harry's House van Harry Styles stond met 16 weken het langst op 1. In het jaaroverzicht van Ultratop stond het album op de derde plaats. Metejoor en K3 stonden op de eerste en tweede plaats. 
| Nummer | Datum        | Artiest         | Titel                         |
| ------ | ------------ | --------------- | ----------------------------- |
| 486    | 1 januari    | K3              | Waterval                      |
|        | 8 januari    | K3              | Waterval                      |
|        | 15 januari   | K3              | Waterval                      |
|        | 22 januari   | K3              | Waterval                      |
|        | 29 januari   | K3              | Waterval                      |
| 487    | 5 februari   | Lil' Kleine     | Ibiza Stories                 |
| 486    | 12 februari  | K3              | Waterval                      |
| 483    | 19 februari  | Metejoor        | Metejoor                      |
|        | 26 februari  | Metejoor        | Metejoor                      |
|        | 5 maart      | Metejoor        | Metejoor                      |
| 488    | 12 maart     | Stromae         | Multitude                     |
|        | 19 maart     | Stromae         | Multitude                     |
|        | 26 maart     | Stromae         | Multitude                     |
| 489    | 2 april      | Clouseau        | Jonge wolven                  |
|        | 9 april      | Clouseau        | Jonge wolven                  |
| 490    | 16 april     | LikeMe          | #LikeMe Seizoen 3             |
|        | 23 april     | LikeMe          | #LikeMe Seizoen 3             |
| 489    | 30 april     | Clouseau        | Jonge wolven                  |
| 491    | 7 mei        | Rammstein       | Zeit                          |
| 492    | 14 mei       | Maksim          | Maksim                        |
| 493    | 21 mei       | Kendrick Lamar  | Mr. Morale & The Big Steppers |
| 494    | 28 mei       | Harry Styles    | Harry's House                 |
|        | 4 juni       | Harry Styles    | Harry's House                 |
|        | 11 juni      | Harry Styles    | Harry's House                 |
| 495    | 18 juni      | BTS             | Proof                         |
| 496    | 25 juni      | Stikstof        | Moeras                        |
| 494    | 2 juli       | Harry Styles    | Harry's House                 |
|        | 9 juli       | Harry Styles    | Harry's House                 |
|        | 16 juli      | Harry Styles    | Harry's House                 |
|        | 23 juli      | Harry Styles    | Harry's House                 |
|        | 30 juli      | Harry Styles    | Harry's House                 |
| 497    | 6 augustus   | Beyoncé         | Renaissance                   |
|        | 13 augustus  | Beyoncé         | Renaissance                   |
|        | 20 augustus  | Beyoncé         | Renaissance                   |
| 498    | 27 augustus  | Madonna         | Finally Enough Love           |
| 499    | 3 september  | Camille         | SOS                           |
|        | 10 september | Camille         | SOS                           |
| 500    | 17 september | Blackwave.      | No Sleep in LA                |
| 499    | 24 september | Camille         | SOS                           |
| 501    | 1 oktober    | Tamino          | Sahar                         |
| 502    | 8 oktober    | Arno            | Opex                          |
|        | 15 oktober   | Arno            | Opex                          |
|        | 22 oktober   | Arno            | Opex                          |
| 503    | 29 oktober   | Taylor Swift    | Midnights                     |
|        | 5 november   | Taylor Swift    | Midnights                     |
|        | 12 november  | Taylor Swift    | Midnights                     |
| 504    | 19 november  | Louis Tomlinson | Faith in the Future           |
| 505    | 26 november  | K3              | Vleugels                      |
|        | 3 december   | K3              | Vleugels                      |
| 499    | 10 december  | Camille         | SOS                           |
|        | 17 december  | Camille         | SOS                           |
|        | 24 december  | Camille         | SOS                           |
|        | 31 december  | Camille         | SOS                           |

## Statistieken
| Plaats | Land                | Punten |
| ------ | ------------------- | ------ |
| 1      | België              | 33     |
| 2      | Verenigd Koninkrijk | 9      |
| 3      | Verenigde Staten    | 8      |
| 4      | Nederland           | 1      |
| 4      | Duitsland           | 1      |
| 4      | Zuid-Korea          | 1      |

| Plaats | Land                | Punten |
| ------ | ------------------- | ------ |
| 1      | België              | 12     |
| 2      | Verenigde Staten    | 4      |
| 3      | Verenigd Koninkrijk | 2      |
| 4      | Nederland           | 1      |
| 4      | Duitsland           | 1      |
| 4      | Zuid-Korea          | 1      |

1995 ·
1996 ·
1997 ·
1998 ·
1999 ·
2000 ·
2001 ·
2002 ·
2003 ·
2004 ·
2005 ·
2006 ·
2007 ·
2008 ·
2009 ·
2010 ·
2011 ·
2012 ·
2013 ·
2014 ·
2015 ·
2016 ·
2017 ·
2018 ·
2019 ·
2020 ·
2021 ·
2022 ·
2023 ·
2024 ·
2025
- Nederland
- Vlaanderen